# نهر كوينيبياك
نهر كوينيبياك (بالإنجليزية: Quinnipiac River) هو نهر يمتد على طول 45.5 ميل (73.2 كـم) في منطقة نيو إنجلاند بالولايات المتحدة، يقع النهر بالكامل داخل ولاية كونيتيكت.
يقع منبع النهر في غرب وسط ولاية كونيتيكت بمستنقع ديد وود بالقرب من مدينة نيو بريتين. حيث يتدفق جنوبًا إلى بلينفيل وساوثينجتون وتشيشير، ثم يشق طريقه غرب مدينة ميريدين عبر مدن والينجفورد وياليسفيل، ثم نورث هافن، ويتدفق إلى ميناء نيو هافن عبر خليج لونج آيلاند ساوند، شرق وسط مدينة نيو هافن.

## تاريخ

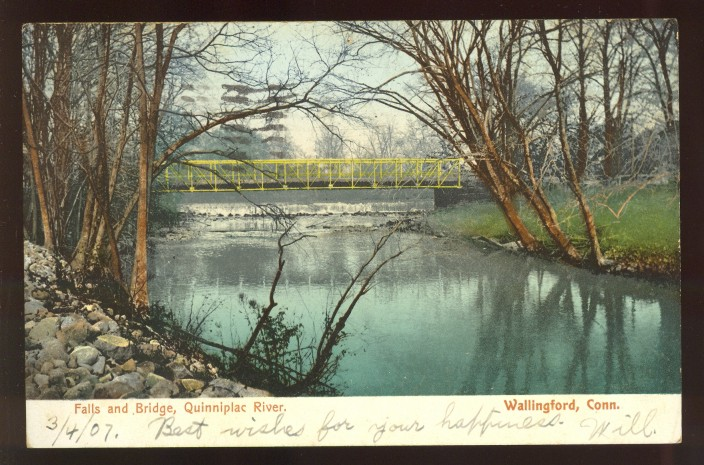
بطاقة بريدية لجسر يمر فوق النهر في والينجفورد، 1907

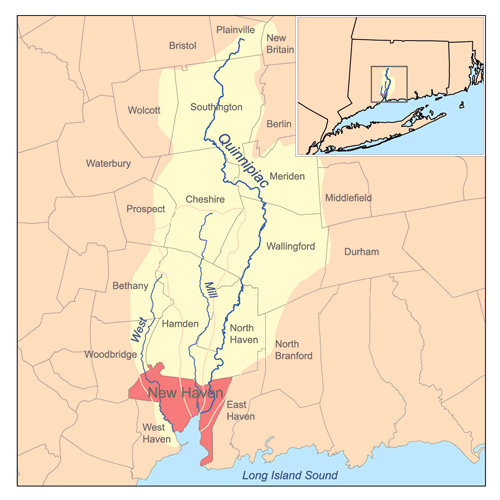
خريطة توضح مستجمعات المياه في نهر كوينيبياك.

يعود اسم "كوينيبياك" من عبارة باللغة الألغونكوية والتي تعني "الأرض المائية الطويلة"، وتاريخياً تشير التسمية إلى كل من النهر والمنطقة المحيطة به في لونغ آيلاند ساوند. استكشف الأوروبيون النهر عام 1614. وبحلول أوائل القرن الثامن عشر، أطلق المستوطنون الأوائل على نهر كوينيبياك اسم نهر التنين نسبة إلى الفقمات المنتشرة به، ثم تمت الإشارة إليه باسم "فقمات البحر" التي كانت موجودة بكثرة هناك. على الرغم من أن هذه الفقمات كانت على الأرجح فقمات المرفأ (Phoca vitulina)، إلا أن الأدلة الأثرية تؤكد أن الأمر يتعلق بالفقمات الرمادية (Halichoerus grypus) والتي يزيد حجمها عن ضعف حجم فقمات المرفأ، والتي عاشت أيضًا بالقرب من مصب نهر كوينيبياك خلال القرن السادس عشر.

## المسار ومستجمعات المياه
تستنزف مستجمعات المياه في نهر كوينيبياك مساحة تبلغ حوالي 165 ميل مربع (430 كـم2). حيث يتوفر على أربعة سدود، معظمها قديمة وتعرقل السفر بالقوارب. يقع السد الأول على بعد حوالي نصف ميل جنوب بلانتسفيل، والسد الثاني في الركن الجنوبي الشرقي من بركة هانوفر في جنوب ميريدن، والسد الثالث في شمال شرق مدينة ياليسفيل، والسد الرابع في الطرف الجنوبي من بحيرة سوسيتي في والينجفورد.
في أبريل 2017، تم تركيب محطة صغيرة لتوليد الطاقة الكهرومائية باستخدام توربينات لولبية في بركة هانوفر.

## علم البيئة والحفظ
طوال القرنين التاسع عشر والعشرين، عانى النهر من مشاكل تلوث شديدة بسبب وجود الصناعات الثقيلة والمراكز السكانية في مستجمعات المياه فيه. كان كوينيبياك موضوع أول تدبير للسيطرة على التلوث في ولاية كونيتيكت. في عام 1886، أصدر المجلس التشريعي للولاية إجراءً يحظر على مدينة ميريدن تصريف مياه الصرف الصحي الخام في النهر. في عام 1891، تم إصدار قانون لبناء ثاني محطة لمعالجة مياه الصرف الصحي في الولاية.
ومع ذلك، بحلول عام 1914، أفاد مجلس الصحة بالولاية أن الحياة السمكية الرئيسية قد اختفت إلى حد كبير من مصبه. تم الحد من التلوث إلى حد ما من خلال تمرير قانون المياه النظيفة في ولاية كونيتيكت لعام 1967، وقانون مكافحة تلوث المياه لعام 1972، الذي منح السلطة القانونية لاتخاذ تدابير لتنظيف مستجمعات المياه في النهر. وتضمنت الإجراءات إنشاء مرافق متطورة لإدارة النفايات لمياه الصرف الصحي والنفايات الصناعية. انخفضت مستويات النحاس في النهر بنسبة 70٪ منذ الثمانينيات وأصبحت الآن قابلة للمقارنة مع التيارات المرجعية الأخرى في ولاية كونيتيكت. لا تزال مياه الصرف الصحي المجمعة من مدينة نيو هافن تعتبر مشكلة رئيسية بالنسبة لمصب النهر.

## الترفيه
يعتبر التجديف نشاطا ترفيهيا متكرراً على طول نهر كوينيبياك، لا سيما داخل مستنقع تيدال في نورث هيفن. بالإضافة إلى ذلك، يمتد تباين المد والجزر حوالي 14 ميل (23 كـم) من أعلى نقطة في مصبه.

## المعابر
| مقاطعة          | بلدة       | المعبر                             |
| --------------- | ---------- | ---------------------------------- |
| مقاطعة هارتفورد | بلينفيل    | طريق كونيتيكت 72                   |
| مقاطعة هارتفورد | بلينفيل    | طريق ملتوي (SSR 536)               |
| مقاطعة هارتفورد | بلينفيل    | طريق وودفورد (SSR 536)             |
| مقاطعة هارتفورد | بلينفيل    | طريق توملينسون                     |
| مقاطعة هارتفورد | بلينفيل    | ستيلويل درايف                      |
| مقاطعة هارتفورد | بلينفيل    | طريق شاتليميدو                     |
| مقاطعة هارتفورد | ساوثينجتون | طريق كونيتيكت رقم 10               |
| مقاطعة هارتفورد | ساوثينجتون | طريق نيويل                         |
| مقاطعة هارتفورد | ساوثينجتون | طريق ويست كوين                     |
| مقاطعة هارتفورد | ساوثينجتون | طريق الربيع                        |
| مقاطعة هارتفورد | ساوثينجتون | الطريق السريع 84 في ولاية كونيتيكت |
| مقاطعة هارتفورد | ساوثينجتون | لين كسول                           |
| مقاطعة هارتفورد | ساوثينجتون | طريق كيرتس                         |
| مقاطعة هارتفورد | ساوثينجتون | طريق هارت                          |
| مقاطعة هارتفورد | ساوثينجتون | طريق ميل                           |
| مقاطعة هارتفورد | ساوثينجتون | الطريق المركزي                     |
| مقاطعة هارتفورد | ساوثينجتون | طريق ويست سنتر                     |
| مقاطعة هارتفورد | ساوثينجتون | ويست مين ستريت                     |
| مقاطعة هارتفورد | ساوثينجتون | طريق أتواتر                        |
| مقاطعة هارتفورد | ساوثينجتون | خروج 29 منحدرات                    |
| مقاطعة هارتفورد | ساوثينجتون | طريق كونيتيكت 10                   |
| مقاطعة هارتفورد | ساوثينجتون | طريق Turnpike القديم.              |
| مقاطعة هارتفورد | ساوثينجتون | طريق كونيتيكت 322                  |
| مقاطعة نيو هيفن | شيشاير     | الطريق السريع 691                  |
| مقاطعة نيو هيفن | شيشاير     | طريق ايست جونسون                   |
| مقاطعة نيو هيفن | شيشاير     | طريق السود                         |
| مقاطعة نيو هيفن | شيشاير     | طريق شيشاير                        |
| مقاطعة نيو هيفن | ميريديان   | طريق أوريغون                       |
| مقاطعة نيو هيفن | ميريديان   | طريق رئيسي                         |
| مقاطعة نيو هيفن | والينجفورد | طريق                               |
| مقاطعة نيو هيفن | والينجفورد | طريق كونيتيكت رقم 68               |
| مقاطعة نيو هيفن | والينجفورد | طريق كونيتيكت رقم 15               |
| مقاطعة نيو هيفن | والينجفورد | طريق كونيتيكت رقم 150              |
| مقاطعة نيو هيفن | والينجفورد | طريق كوينيبياك                     |
| مقاطعة نيو هيفن | والينجفورد | طريق تويليس                        |
| مقاطعة نيو هيفن | نورث هيفن  | طريق الولايات المتحدة 5            |
| مقاطعة نيو هيفن | نورث هيفن  | برودواي                            |
| مقاطعة نيو هيفن | نورث هيفن  | الطريق 40                          |
| مقاطعة نيو هيفن | نورث هيفن  | طريق ساكيت بوينت                   |
| مقاطعة نيو هيفن | نيو هيفن   | طريق ميدلتاون                      |
| مقاطعة نيو هيفن | نيو هيفن   | الطريق السريع 91 في ولاية كونيتيكت |
| مقاطعة نيو هيفن | نيو هيفن   | جراند افينيو                       |
| مقاطعة نيو هيفن | نيو هيفن   | طريق فيري                          |
| مقاطعة نيو هيفن | نيو هيفن   | الطريق السريع 95 في ولاية كونيتيكت |
| مقاطعة نيو هيفن | نيو هيفن   | طريق الولايات المتحدة 1            |

## روابط خارجية
- الصفحة الرئيسية لنهر كوينيبياك
- إدارة حماية البيئة في ولاية كونيتيكت : نهر كوينيبياك
- منطقة نهر كوينيبياك التاريخية، نيو هافن.
- جمعية مستجمعات المياه في نهر كوينيبياك، وتقع في بركة هانوفر، طريق أوريغون، مدينة ميريديان، كونيكتيكت.
- دليل مستكشف كونيتيكت خريطة التجديف عبر الإنترنت نهر كوينيبياك